# 3675 Kemstach
3675 Kemstach eller 1982 YP1 är en asteroid i huvudbältet som upptäcktes den 23 december 1982 av den rysk-sovjetiska astronomen Ljudmila Karatjkina vid Krims astrofysiska observatorium på Krim. Den har fått sitt namn efter Marfa Vladimirovna Kemstach och Semjon Stepanovitj Kemstach, släktingar till upptäckaren.
Asteroiden har en diameter på ungefär åtta kilometer.